# A posteriori
A posteriori (lat. za "ono što dolazi poslije"; a priori za "ono što dolazi prije") je atribut koji se rabi za zaključivanje ili prihvaćanje nekog stava (ili mišljenja) na osnovi pretpostavke koje je iskustveno doživljeno i empirijski provjereno.

## Filozofija
Unutar filozofije a posteriori je pojam za znanje ili spoznaju koje ovisi o iskustvu ili čulnim iskustvima.

## Matematika
Unutar statistike a posteriori spoznaja je usmjerena na znanje o statističkom odnosu poslije određenog mjerenja ili sl. Prije bacanja kocke je a priori raspodjela 1/6 između različitih slučajeva. Poslije bacanja kocke je a posteriori-raspodjela 0 za sve slučajeve osim za slučaj koji je kocka upravo pokazala, čija je vjerojatnost 1. Ako neka osoba nije mogla vidjeti rezultat pokazivanja kocke, već samo znati da je rezultat veći od 3, onda bi ova osoba imala a posteriori-znanje da 1, 2 i 3 imaju vjerojatnost 0, dok je za ostale slučajeve 4, 5, i 6, vjerojatnost 1/3 za svaki od slučaja.

## Pravo
Izraz a posteriori se koristi i u pravu.